# Vigil in the Night
Vigil in the Night is een Amerikaanse dramafilm uit 1940 onder regie van George Stevens.

## Verhaal
De verpleegster Anne Lee wordt ontslagen voor een fout van haar luchthartige zus Lucy. Ze verhuist naar een andere stad en vindt een nieuwe baan in een ziekenhuis met weinig middelen. Daar wordt ze verliefd op dokter Prescott. Vervolgens breekt er een epidemie uit, die ze samen het hoofd zullen moeten bieden.

## Rolverdeling
| Acteur          | Personage              |
| --------------- | ---------------------- |
| Carole Lombard  | Anne Lee               |
| Brian Aherne    | Dr. Robert S. Prescott |
| Anne Shirley    | Lucy Lee               |
| Julien Mitchell | Matthew Bowley         |
| Robert Coote    | Dr. Caley              |
| Brenda Forbes   | Nora Dunn              |
| Rita Page       | Glennie                |
| Peter Cushing   | Joe Shand              |
| Ethel Griffies  | Hoofdzuster East       |
| Doris Lloyd     | Martha Bowley          |
| Emily Fitzroy   | Zuster Gilson          |